# Formamide
Formamide is het primair amide van mierenzuur. Het is het meest eenvoudige carbonzuuramide.

## Synthese
Formamide wordt industrieel bereid door de reactie van ammoniak en koolstofmonoxide op hoge temperatuur en druk, een proces dat door de Duitse scheikundige Kurt H. Meyer werd ontwikkeld.
{\displaystyle \mathrm {NH_{3}\ +\ CO\ \longrightarrow \ CH_{3}NO} }
Een andere mogelijkheid is via ammoniumformiaat, dat gevormd wordt uit reactie van mierenzuur met ammoniak:
{\displaystyle \mathrm {HCOOH\ +\ NH_{3}\ \longrightarrow \ HCOONH_{4}} }
Dit ammoniumformiaat ontleedt door verwarming in formamide en water:
{\displaystyle \mathrm {HCOONH_{4}\ \longrightarrow \ HCONH_{2}\ +\ H_{2}O} }

## Toepassingen
Formamide wordt gebruikt als oplosmiddel, onder meer in de kunststofindustrie bij het spinnen van acrylvezels. Verder wordt het aangewend als weekmaker voor papier en lijm, als grondstof voor de productie van mierenzuur en waterstofcyanide en als reagens voor de synthese van andere verbindingen, waaronder vitamines, geneesmiddelen en landbouwchemicaliën. Door reactie van formamide met hydrazine kan 1,2,4-triazool gevormd worden, hetgeen een bouwsteen is voor fungiciden en antimycotica.

## Eigenschappen
Formamide is een kleurloze, viskeuze, hygroscopische vloeistof, met een ammoniakachtige geur. Ze is zeer goed oplosbaar in water. Bij verhitting ontleedt ze en vormt blauwzuur en waterdamp.
Formamide is een teratogene stof, die het ongeboren kind kan beschadigen. Om deze reden is het gebruik van formamide als oplosmiddel sterk teruggedrongen.